# محمد الحزيم
محمد عبد الله الحزيم مواليد 12 فبراير 1994 في الجوف، السعودية، هو لاعب كرة قدم سعودي يلعب حالياً في نادي القلعة.
كانت بداياته مع نادي العروبة و وقع مع نادي الجندل في عام 2018 ووقع مع نادي القلعة في عام 2024.